# ما لا ترونه (كتاب)
ما لا ترونه هو كتاب من أدب السجون للشاعر الكاتب سليم عبد القادر زنجير.

## عن الكتاب[2][3][4]
يتحدث فيه عن أجواء السجن، في سجون المخابرات السورية، وعن روح الأخوة التي تسود بين المعتقلين، برغم الجو الخانق في تلك الزنازين والمهاجع التي لا يقوى على العيش فيها إلا البهائم ويتحدث فيه كذلك عن السجان الرقيب طاهر الحوري ابن أخ مدير السجن المقدم حسن الحوري... وعن حادثة هروب السبعة عشر من السجن، فقد كان سليم أحد الهاربين السبعة عشر الذين هربوا بتدبير الرقيب طاهر ويتحدث عن محكمة أمن الدولة، وقاضيها العسكري فايز النَّوري، والاحكام الجائرة التي كانت تنتهي بدقائق دون توفر فرص حقيقية للدفاع، وتعتمد فقط على أقوال أخذت تحت التعذيب.